# ユマ・デザート・ラッツ
ユマ・デザート・ラッツ（Yuma Desert Rats）は、北米独立リーグのノース・アメリカンリーグに加盟していたプロ野球チーム。本拠地はアメリカ合衆国のアリゾナ州ユマ。

## 歴史
2005年に創設され、ゴールデンベースボールリーグに加盟。
2007年からは、アリゾナ・ウィンターリーグにも参加している。
2011年にノーザンリーグ、ユナイテッドリーグ・ベースボール、ゴールデンベースボールリーグが合併して誕生したノース・アメリカンリーグに参入した。
2012年にリーグから撤退し、2013年にティム・ファーガソンに売却され、現在のチーム名に改称されたが、そのまま活動を終了した。

## 過去の所属選手
- デーン・デラロサ (2005年)
- ディオニス・セサル (2008年)
- 川口容資 (2009年)
- クリスチャン・メンドーサ (2009年)
- ロナルド・ラミレス (2009年)
- イェシド・サラザール (2009年)
- イスマエル・カストロ (2009年)
- レイナルド・ロドリゲス (2009年)
- マイク・ジョンソン (2010年)
- 白嗟承 (2010年)
- ジョニー・セリス (2010年)
- ホセ・カンセコ (2011年)
- オジー・カンセコ (2011年)
- ジョーイ・ギャスライト (2011年)
- ロビー・スコット (2011年)
- ジェームズ・ホイト (2011年)
- フランクリン・グラセスキー (2011年)
- ウィリー・アイバー (2011年)